# Hviezdoslavov
Hviezdoslavov ist ein Ort und eine Gemeinde im Südwesten der Slowakei, mit 3772 Einwohnern (Stand 31. Dezember 2024). Sie liegt im Okres Dunajská Streda, einem Teil des Trnavský kraj.

## Geographie
Die Gemeinde liegt auf der Großen Schüttinsel (Žitný ostrov), einem Teil des slowakischen Donautieflands an der Straße zwischen Šamorín und Zlaté Klasy, 26 Kilometer von Bratislava und 27 Kilometer von Dunajská Streda entfernt.

## Geschichte
Hviezdoslavov als eigenständige Gemeindeeinheit entstand erst 1936, nach der Zusammenlegung der Höfe Vörösmajor, Jozemajor und Németsók, auf dem größtenteils zu den Familien Pálffy (vorher auch Apponyi) und Rudolf Wiener-Welten gehörenden Land. Schon nach der ersten Grundstücksreform der Tschechoslowakei in den frühen 1920er wurden hier slowakische und tschechische Kolonisten eingeladen, um in der fast ausschließlich ungarischsprachigen Großen Schüttinsel eine Kolonie, damals zwischen den Gemeinden Štvrtok na Ostrove und Mierovo geteilt, zu gründen. Hier wurde unter anderem die erste slowakischsprachige Schule der Großen Schüttinsel gegründet. Während der Zugehörigkeit zu Ungarn in den Jahren 1938–45 (siehe Erster Wiener Schiedsspruch) war Hviezdoslavov Teil von Štvrtok na Ostrove (damals Csütörtök genannt).

## Bevölkerung
| Jahr                | 1994 | 2004     | 2014      | 2024      |
| ------------------- | ---- | -------- | --------- | --------- |
| Anzahl der Personen | 270  | 359      | 974       | 3772      |
| Unterschied         |      | +32,96 % | +171,30 % | +287,26 % |

| Jahr                | 2023 | 2024    |
| ------------------- | ---- | ------- |
| Anzahl der Personen | 3446 | 3772    |
| Unterschied         |      | +9,46 % |

## Sehenswürdigkeiten
- einige Gebäude des ehemaligen Pálffy-Meierhofes
- Hviezdoslav-Denkmal aus dem Jahr 1971, zum 50. Jahrestag der Koloniegründung errichtet